# Bùi Quang Chiêu

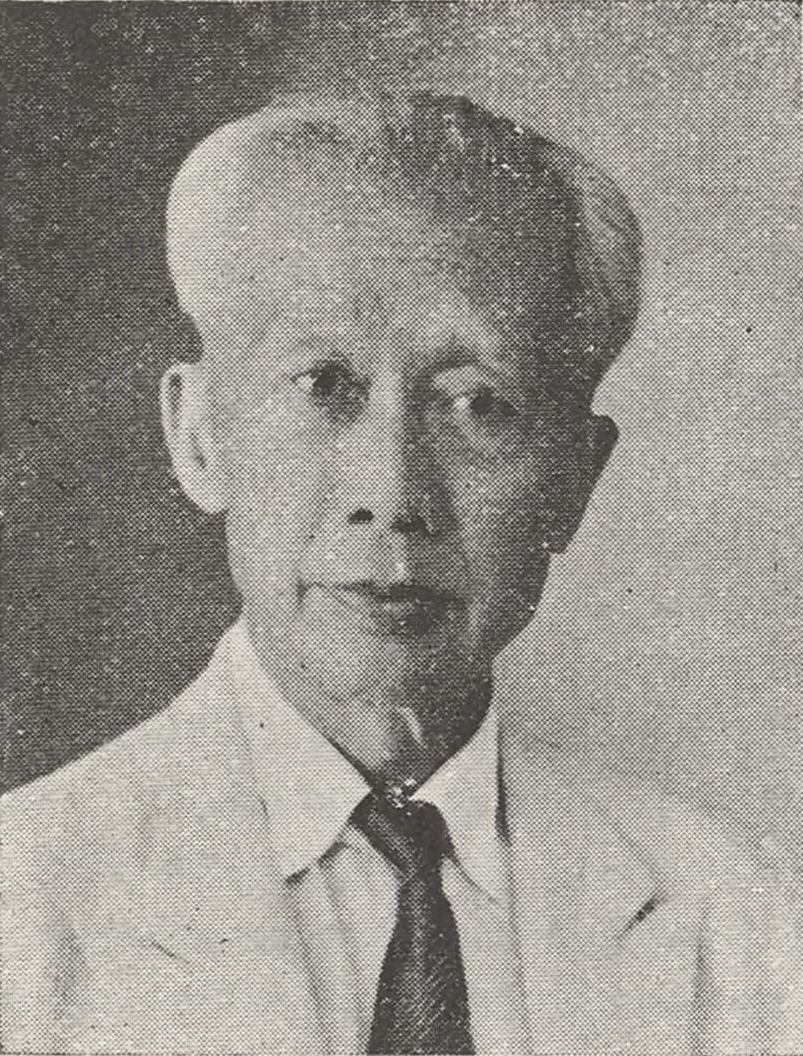
Bùi Quang Chiêu

Bùi Quang Chiêu (* 1872/73; † 1945) war ein reformistischer Journalist und Politiker in Französisch-Indochina. Er gründete die Indochinesische Konstitutionalistische Partei und verlegte mit Zustimmung der Kolonialbehörden mehrere Zeitungen. In den Wirren zum Ende des Zweiten Weltkriegs wurde er von den Viet Minh getötet.

## Herkunft und Werdegang
Bui Quang Chieu wurde in eine landbesitzende Gelehrtenfamilie aus Ben Tre im Mekongdelta in Cochinchina geboren. Er wurde an der Kolonialschule in Frankreich ausgebildet und begann dann ein Studium zum Agraringenieur in Paris. 1897 kehrte er nach Indochina zurück und arbeitete in der Hauptstadt der Kolonie Cochinchina, Saigon, als Agraringenieur für die Kolonialbehörden. Er erwarb die französische Staatsbürgerschaft und wurde wohlhabender Landbesitzer in Cochinchina. Er richtete seine geschäftlichen Aktivitäten auch nach dem Ziel aus, die ökonomische Rückständigkeit der vietnamesischen Bevölkerung zu heben. So engagierte er sich für Vereine zur gegenseitigen Selbsthilfe, welche die ökonomische Rückständigkeit der vietnamesischen Bevölkerung verringern sollten. 1915 war er am Bau der ersten Reismühle außerhalb des traditionellen Handelsmonopols der chinesischen Minderheit beteiligt.

## Wirken als Publizist
Mit der Unterstützung des Generalgouverneurs Albert Sarraut gründete er 1917 in Saigon die französischsprachige Zeitung La Tribune indigène. Diese wurde zum Sprachrohr einer Gruppe westlich gebildeter und reformistisch orientierter Vietnamesen. Aus dieser Gruppe erfolgte die Parteigründung der Konstitutionalisten. Ziel der Partei war eine stärkere Einbeziehung der vietnamesischen Untertanen des Kolonialstaats in den politischen Prozess bei gleichzeitiger Fortsetzung des Kolonialismus.
1919 propagierte Bui Quang Chieu zusammen mit dem Zeitungsherausgeber Nguyễn Phan Long eine Boykottkampagne gegen chinesische Händler, da diese aus seiner Sicht die wirtschaftliche Emanzipation der Vietnamesen behindern würden. Die Kampagne war nicht erfolgreich und wurde unter dem 1920 angetretenen Gouverneur Maurice Long auf französischen Druck eingestellt. Mit der 1920er Jahre wurde Bui Quang Chieu mit der neu gegründeten Zeitschrift La Tribune Indochinoise überregional bekannt, da die Zeitung als einige der wenigen zugelassenen Publikationen auch Kritik an der Politik der Kolonialbehörden übte. Durch die Gewaltakte der antikolonialen Nationalisten in den Dreißigern wie der Meuterei von Yên Bái und den Nghệ-Tĩnh-Sowjets fühlte sich Chieu von der Bewegung abgestoßen und wurde in nationalistischen Kreisen als pro-französisch wahrgenommen. Seine Partei zerrieb sich in Flügelkämpfen ob der Frage, ob ein politischer Wandel durch Kooperation oder Widerstand gegen die Kolonialmacht zu erreichen sei. Von den französischen Sicherheitsbehörden wurde er aufgrund seines fortgesetzten Kontakts zum in Algerien exilierten Ex-Kaiser Hàm Nghi als antifranzösischer Aktivist geführt, der hinter einer pro-französischen Fassade dieselben Ziele verfolge wie die vietnamesischen Nationalisten.
1938 zog er sich aus dem politischen Leben zurück. Im Zuge der Augustrevolution wurde er im September 1945 von den Viet Minh festgesetzt und wegen des Vorwurfs der Kollaboration hingerichtet.